# Tephrina mesographa
Tephrina mesographa är en fjärilsart som beskrevs av Eugen Wehrli 1937. Tephrina mesographa ingår i släktet Tephrina och familjen mätare. Inga underarter finns listade i Catalogue of Life.